# Elecciones estatales de Sajonia-Anhalt de 2011
Las elecciones estatales de Sajonia-Anhalt de 2011 se celebraron el 20 de marzo de 2011 en Sajonia-Anhalt con el propósito de elegir a los miembros del Parlamento Regional de Sajonia-Anhalt. El Ministro-Presidente desde el año 2002 había sido Wolfgang Böhmer (CDU), que había formado una gran coalición con el SPD después de la elección estatal anterior de 2006. No se postuló a la reelección, dejando la candidatura de la CDU a Reiner Haseloff, quien finalmente resultaría vencedor.

## Resultados
Los resultados de la elección fueron los siguientes:
| Partido | Partido          | Votos (Zweitstimmen) | Porcentaje | Escaños |
| ------- | ---------------- | -------------------- | ---------- | ------- |
|         | CDU              | 323.019              | 32,5 %     | 41      |
|         | DIE LINKE        | 235.011              | 23,7 %     | 29      |
|         | SPD              | 213.611              | 21,5 %     | 26      |
|         | GRÜNE            | 70.922               | 7,1 %      | 9       |
|         | NPD              | 45.826               | 4,6 %      | −       |
|         | FDP              | 38.173               | 3,8 %      | −       |
|         | FREIE WÄHLER     | 28.193               | 2,8 %      | −       |
|         | Tierschutzpartei | 15.724               | 1,6 %      | −       |
|         | PIRATEN          | 13.828               | 1,4 %      | −       |
|         | SPV              | 3.722                | 0,4 %      | −       |
|         | MLPD             | 2.321                | 0,2 %      | −       |
|         | KPD              | 1.653                | 0,2 %      | −       |
|         | ÖDP              | 1.499                | 0,2 %      | −       |

## Post-elección
El 19 de abril de 2011, Reiner Haseloff fue elegido como nuevo ministro-presidente de Sajonia-Anhalt y continuó la gran coalición con los socialdemócratas.